# Diersbach
Diersbach – gmina w Austrii, w kraju związkowym Górna Austria, w powiecie Schärding. Liczy 1532 mieszkańców.